# Out of Our Heads
Albums de The Rolling Stones
The Rolling Stones No. 2
(1965) Aftermath
(1966)
Albums nord-américains des Rolling Stones
The Rolling Stones, Now!
(1965) December's Children (And Everybody's)
(1965)
Singles
1. Heart of Stone
Sortie : 19 décembre 1964
2. The Last Time / Play with Fire
Sortie : 26 février 1965
3. (I Can't Get No) Satisfaction
Sortie : 6 juin 1965  et 30 août 1965

Out of Our Heads est le 3e album britannique et le 4e américain des Rolling Stones parus en 1965, sous la forme de deux éditions distinctes pour le marché américain et britannique. La première est sortie aux États-Unis le 30 juillet 1965 et la seconde au Royaume-Uni le 24 septembre 1965. Les deux éditions originales avaient des pochettes d'album différentes, et partageaient six titres en commun sur les douze. Les titres ont été enregistrés entre l'automne 1964 et l'été 1965 et présentent autant de compositions originales que de reprises de rhythm and blues et de rock 'n' roll. La réédition en CD a réuni les titres des deux éditions.

## Historique

### Contexte
En 1965, les Rolling Stones ont sorti deux albums principalement composés de reprises et enchaînent les tournées de façon continue et un rythme intense des deux côtés de l'Atlantique, dont la popularité augmente au fur et à mesure, au point de créer une véritable "Stonemania" à chaque concert (à l'instar de la "Beatlemania" chez les Beatles au même moment). De plus, ils commencent à s'imposer en tant qu'artiste reconnu sur le plan international, grâce aux chansons originales signées Jagger/Richards dont les singles The Last Time et (I Can't Get No) Satisfaction arrivent en tête des ventes, permettant de s'affirmer en tant qu'auteur-compositeur à part entière. Ils sont avec les Beatles les fers de lance de la British Invasion.
Si tout réussit au groupe à ce moment-là, une fracture commence à se dessiner en son sein : Brian Jones sent qu'il perd progressivement la tête du groupe au profit de Mick Jagger et de Keith Richards. Il veut persévérer dans la voie du blues, mais ses compères décident de prendre une direction plus pop. Le 16 mai 1965, il teste pour la première fois le LSD. Désormais, les Stones vont composer avec les drogues et ce pendant quelques années.

### Renégociation du contrat avec Decca

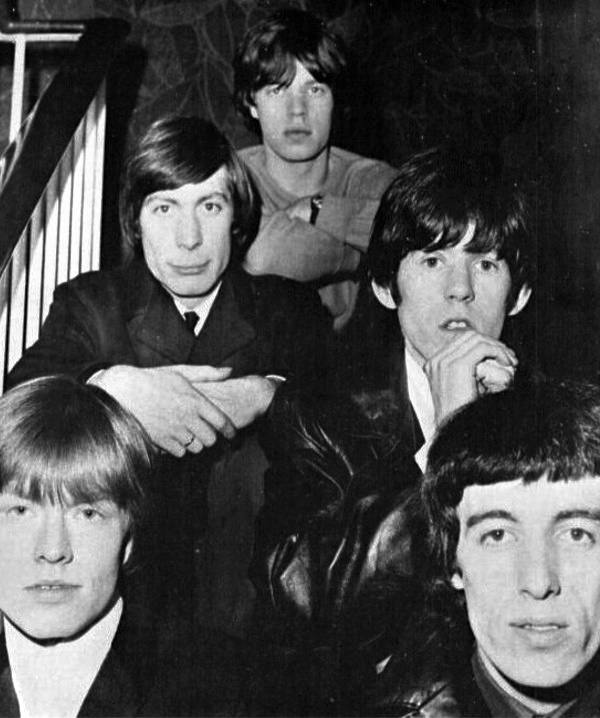
Les Rolling Stones aux Etats-Unis en 1965

Le succès croissant du groupe attire l'attention de l'homme d'affaires américain Allen Klein dont le producteur et manager du groupe fait appel à ses compétences pour représenter les affaires du groupe en remplacement de son ancien associé Eric Easton[réf. incomplète]. Au moment de la signature initiale des Rolling Stones avec le label Decca en mai 1963, Eric était associé avec Oldham (en manque d'expérience financière) pour défendre les intérêts du groupe. Par la suite, durant la session d'enregistrement de la chanson Stoned (paru en face B du single I Wanna Be Your Man) plus tard dans l'année durant laquelle le producteur était absent, Easton recommanda au groupe de toucher les droits d'auteur de leurs compositions signées Nanker Phelge - à ce moment-là, la chanson était la première qui ne fût pas une reprise, mais une composition improvisée - via sa société South-Easter Music sans en parler à son associé. En 1964, lorsque Andrew découvrit l'arrangement, il se sépara de Easton et décida plus tard d'engager Allen Klein pour le remplacer l'année suivante lors de la renégociation du contrat avec Decca.
La première action de l'homme d'affaires qui se déroule le 29 juillet 1965, la veille de la sortie de la version américaine d'Out of Our Heads, est de renégocier le contrat avec le label Decca plus avantageux pour le groupe. Trois jours plus tôt, lors de la rencontre entre l'homme d'affaires et le groupe, après lecture de l'ancien contrat, ils découvrent que Oldham et Easton touchaient 14 % des droits d'auteurs, mais que 6 % seulement étaient reversés au groupe dont le quart était à nouveau reversé aux deux associés pour payer les frais de gestion. Allen (secondé par son avocat) décide de reprendre les choses en main : en plus de percevoir une avance de 1,2 million $[réf. incomplète], le nouveau contrat permet au groupe de toucher 700 000 $ par an, dont 600 000 $ pour le reste de l'année 1965, et ce jusqu'en 1974. Grâce à cette avance, le groupe se permet d'acheter de nouvelles maisons à la campagne et de nouvelles voitures. Si le contrat s'avère avantageux pour les membres, le groupe le regrettera cinq ans plus car il perd les droits du catalogue au profit de l'homme d’affaires via sa société ABKCO Records. En attendant, l'implication de Klein permet au groupe de gagner plus en popularité et la nouvelle tournée américaine qui se déroule entre octobre et décembre 1965 qui est la plus importante du groupe jusque là en est le parfait exemple.[réf. incomplète]

### Enregistrement
Comme pour l'album précédent (The Rolling Stones No. 2), les sessions d'enregistrements sont programmées selon les dates de concerts, mais se déroulent principalement aux studios du label RCA à Los Angeles, que le groupe fréquente depuis le 2 novembre 1964. Ce jour-là sont enregistrées les chansons Hitch Hike, Oh Baby (We Got a Good Thing Going') et Heart of Stone en plus de celles destinées à l’album précédent. Les deux dernières sont également parues sur l'album américain The Rolling Stones, Now ! en janvier 1965.
Le groupe y retourne le 18 janvier 1965 pour le single The Last Time et sa face B Play With Fire, puis un mois plus tard pour réenregistrer le chant de The Last Time en rentrant de tournée en Océanie. Une tentative d’enregistrement du single a eu lieu le 11 et 12 janvier au studio De Lane Lea, mais le groupe n'était pas satisfait du résultat.
Début mars, le groupe enregistre trois concerts en Angleterre pour une parution sur l'EP Got Live If You Want It qui sort le 11 juin 1965. Toutefois, la reprise I'm Alright issue de l'EP se retrouvera sur la version américaine de l'album.
Le 10 mai 1965, le groupe retourne cette fois-ci aux fameux Studio Chess à Chicago (où l'EP Five By Five et des chansons de l'album précédent y ont été enregistrées), connus pour avoir enregistré de nombreux standards de blues et rock'n'roll. Cette fois-ci, ce sont les chansons Mercy Mercy, That How Strong My Love Is et The Under Assistant West Coast Promotion Man qui sont enregistrées.
Le lendemain, le groupe retourne à Los Angeles au studio RCA pour une session de trois jours. La journée du 11 mai est consacrée aux répétitions, celle du 12 mai voit l'enregistrement des chansons (I Can't Get No) Satisfaction, The Spider and the Fly (future face B du single britannique Satisfaction), One More Try (qui sera achevée le lendemain) et la reprise I've Been Loving You. Cette dernière qui n'apparait sur aucune version de l'album sera remixée de façon controversée en 1966 avec principalement l'ajout des applaudissements pour la transformer en chanson enregistrée en concert pour la publier sur l'album live américain Get Live If You Want It. la journée du 13 mai voit l'achèvement de One More Try, puis l'enregistrement des chansons Good Times, Cry to Me et My Girl. Cette dernière sera retravaillée par la suite par Mike Leander avant d'apparaitre sur la compilation américaine Flowers en 1967.
Plus d'un mois après la sortie de la version américaine le 30 juillet 1965, l'enregistrement de l'album n'est pas encore terminé et le groupe retourne une nouvelle fois au studio RCA le 5 et 6 septembre 1965 pour enregistrer une nouvelle série de chansons  dont Get Off Of My Clouds, She Said Yeah, Gotta Get Away, Talkin' 'Bout You et I'm Free. La première sort en single et connait un nouveau succès, tandis que les quatre suivantes apparaissent sur l'album. Aux États-Unis, les chansons issues de ces sessions sortiront sur l'album américain December's Children (And Everybody's).
Toutes les chansons seront mixés seulement en mono. Toutefois, il existe certaines versions stéréo de quelques chansons disponibles principalement sur des disques pirates.

## Caractéristiques artistiques

### Analyse du contenu
Sur le plan musical, cet album ne diffère pas vraiment du précédent, The Rolling Stones No. 2. C'est un nouveau voyage à travers le blues, que le groupe s'approprie depuis le début de sa carrière, au point que des chansons telles que She Said Yeah de Larry Williams, Mercy Mercy de Don Covay et Hitch Hike de Marvin Gaye, sont interprétés comme si c'était lui qui les a composées. En revanche, l'évolution est plus importante au niveau des compositions originales. Mick Jagger met son côté misogyne à travers les chansons Gotta Get Away et Heart of Stone, un côté qui va contribuer à la marque de fabrique du groupe. La chanson The Under Assistant West Coast Promotion Man est une attaque contre l'industrie musicale, dont London Records qui vend les disques du groupe sur le territoire américain différents de la discographie britannique d'origine, en témoigne la version américaine de l'album qui ne possède que six chansons en commun avec la version britannique, symbolisée par le sous-assistant qui l'a accompagné durant la première tournée américaine en juin 1964. Cette chanson est volontairement créditée pour la dernière fois Nanker Phelge, nom utilisé pour les compositions de groupe (principalement des improvisations), dont l'accord au sujet de la société de renversement de droits d'auteur aboutit au départ de l'associé du producteur du groupe avec qui le groupe s'est entendu sans l'accord de l'autre. Enfin, la chanson I'm Free est un appel à la liberté individuelle. L'album ne comporte donc que quatre compositions originales, soit une de plus seulement que le précédent.
La version américaine, sortie plus tôt, ne comporte que six chansons en commun et met plus l'accent sur les singles The Last Time et (I Can't Get No) Satisfaction (faces B comprises), et comporte une chanson live I'm Alright, représentative de l'énergie brute de l'interprétation des chansons du groupe en concert.

### Pochette et disque
La pochette de l'édition britannique est une photo noir et blanc de Gered Mankowitz des cinq membres du groupe serrés entre deux murs, Brian Jones à genoux au premier plan. Cette même photo sera reprise pour la pochette de l'album December's Children, sorti uniquement aux États-Unis en décembre 1965. La pochette de l'édition américaine, photographiée par David Bailey, est un gros plan sur les visages des cinq membres du groupe très proches les uns des autres et c'est Keith Richards qui est au premier plan.

## Parution et réception
L'album sort en mono au Royaume-Uni le 24 septembre 1965 et arrive à la seconde place du classement derrière Help! des Beatles. Elle contient notamment la chanson Heart of Stone alors inédite sur ce territoire : elle était déjà parue aux États-Unis en single en décembre 1964 et sur l'album The Rolling Stones, Now! en février 1965.
Cependant aux Etats-Unis, l'album sort plus tôt le 30 juillet 1965 (également en mono) avec une autre pochette et une tracklist différente : les chansons Heart of Stone et Oh, Baby (We Got a Good Thing Going) déjà parues sur The Rolling Stones, Now! quelques mois plus tôt sont logiquement écartées et remplacées par les singles britanniques The Last Time et (I Can't Get No) Satisfaction, dont ce dernier fait un carton dans le monde entier, accompagnées de leurs faces B (Play With Fire et The Spider and the Fly), et une chanson live, I'm Alright, issue de l'EP live britannique Got Live If You Want It! paru un peu plus tôt. Les chansons She Said Yeah, Gotta Get Away, Talkin' About You et I'm Free n'ayant pas encore été enregistrées au moment de la sortie de l'album y sont logiquement absentes, mais on les retrouvera quelques mois plus tard sur l'album américain December's Children (and Everybody's). Seule la chanson One More Try signée Jagger/Richards présente sur cette version reste inédite au Royaume-Uni jusqu'en 1971. Cette version atteint la première place sur ce territoire. De plus, l'album américain est dans la liste des 500 meilleurs albums du magazine Rolling Stone, et est dans la liste de la Bibliothèque des disques de base du critique Robert Christgau. C'est également cette version qui est la plus répandue en vente, encore de nos jours.

## Liste des chansons

### Édition britannique
| 1. | She Said Yeah                | Sonny Christy/Roddy Jackson                 | 1:34 |
| 2. | Mercy, Mercy                 | Don Covay/Ronnie Miller                     | 2:45 |
| 3. | Hitch Hike                   | Marvin Gaye/William Stevenson/Clarence Paul | 2:25 |
| 4. | That's How Strong My Love Is | Roosevelt Jamison                           | 2:25 |
| 5. | Good Times                   | Sam Cooke                                   | 1:58 |
| 6. | Gotta Get Away               | Jagger/Richards                             | 2:06 |

| 7.  | Talkin' 'Bout You                            | Chuck Berry       | 2:31 |
| 8.  | Cry to Me                                    | Bert Russell      | 3:09 |
| 9.  | Oh, Baby (We Got a Good Thing Going)         | Barbara Lynn Ozen | 2:08 |
| 10. | Heart of Stone                               | Jagger/Richards   | 2:50 |
| 11. | The Under Assistant West Coast Promotion Man | Nanker Phelge     | 3:07 |
| 12. | I'm Free                                     | Jagger/Richards   | 2:24 |

### Édition américaine
| 1. | Mercy, Mercy                 | Don Covay/Ronnie Miller                     |                                              | 2:45 |
| 2. | Hitch Hike                   | Marvin Gaye/William Stevenson/Clarence Paul |                                              | 2:25 |
| 3. | The Last Time                | Jagger/Richards                             | single éponyme (face A)                      | 3:41 |
| 4. | That's How Strong My Love Is | Roosevelt Jamison                           |                                              | 2:25 |
| 5. | Good Times                   | Sam Cooke                                   |                                              | 1:58 |
| 6. | I'm Alright (live)           | Ellas McDaniel                              | Got Live If You Want It! (EP) (chanson live) | 2:23 |

| 7.  | (I Can't Get No) Satisfaction                | Jagger/Richards | single éponyme                                 | 3:43 |
| 8.  | Cry to Me                                    | Bert Russell    |                                                | 3:09 |
| 9.  | The Under Assistant West Coast Promotion Man | Nanker Phelge   |                                                | 3:07 |
| 10. | Play with Fire                               | Nanker Phelge   | face B du single The Last Time                 | 2:14 |
| 11. | The Spider and the Fly                       | Jagger/Richards | face B du single (I Can't Get No) Satisfaction | 3:38 |
| 12. | One More Try                                 | Jagger/Richards | Inédit                                         | 1:58 |

## Personnel

### The Rolling Stones
- Mick Jagger - chant, harmonica sur The Spider and the Fly, tambourin sur Play with Fire
- Brian Jones - guitare électrique, guitare acoustique sur Good Times et (I Can't Get No) Satisfaction, harmonica sur The Under Assistant West Coast Promotion Man et One More Try, chœurs
- Keith Richards - guitare électrique, guitare acoustique sur The Last Time et Play with Fire, chœurs
- Bill Wyman - basse
- Charlie Watts - batterie

### Personnel additionnel
- Jack Nitzsche - orgue sur Cry to Me, piano sur Satisfaction, clavecin sur Play With Fire
- Ian Stewart - piano, marimba sur Good Times
- Phil Spector - guitare électrique sur Play With Fire